# Tag des Wissens

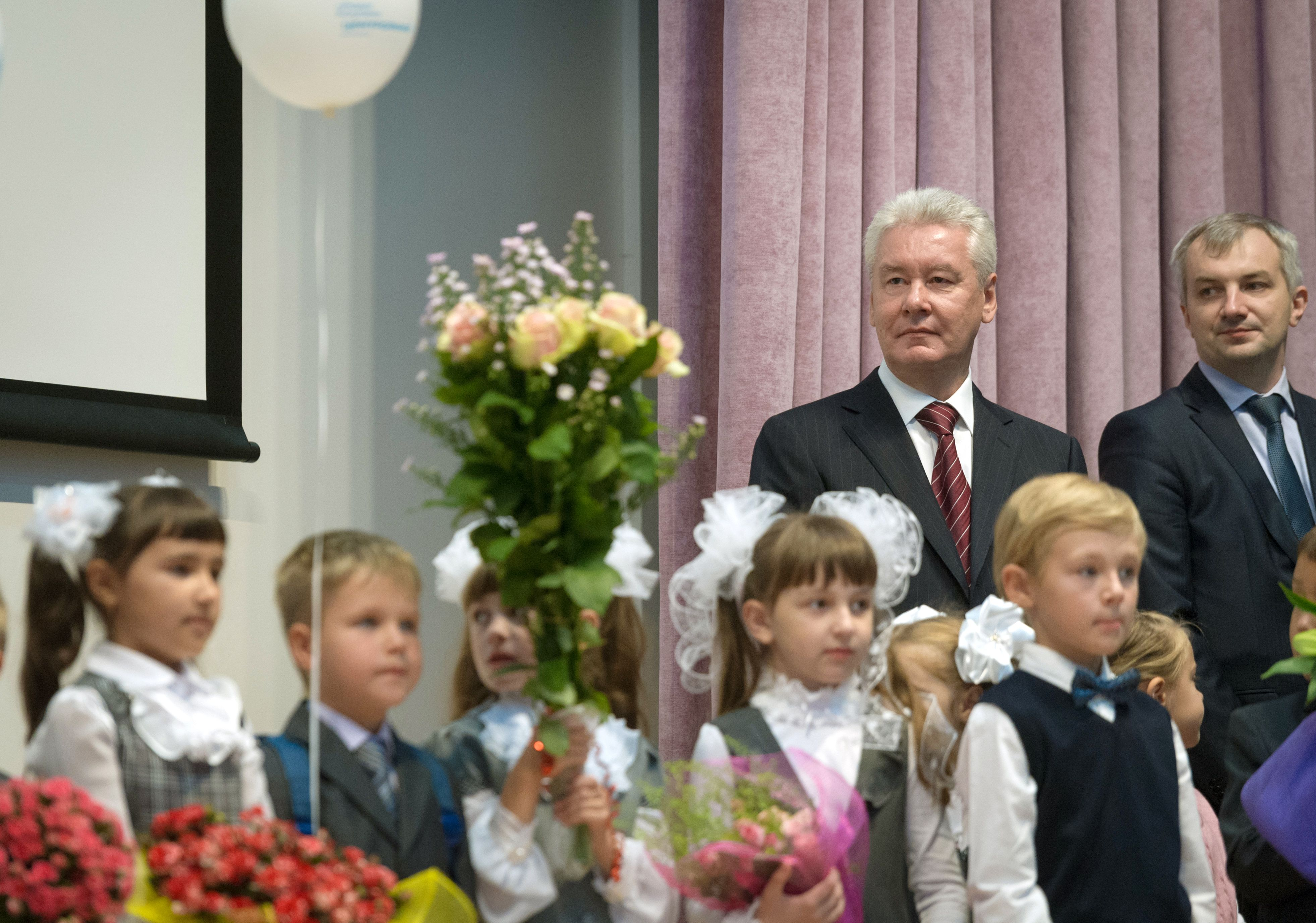
Schuleinführung in Russland (2014)

Tag des Wissens (russisch: День Знаний), oft einfach nur der 1. September genannt, ist traditionell das Datum, an dem in der Russischen Föderation und in vielen anderen früheren Sowjetrepubliken das Schuljahr beginnt. Es hat besondere Bedeutung für die Schulanfänger, die oft auch an einer feierlichen Veranstaltung an diesem Tag teilnehmen. Der 1. September ist in der russischsprachigen Welt ein Datum, das mit dem Beginn des Schuljahrs fest assoziiert wird. Sollte der 1. September auf einen Sonntag bzw. Samstag ausfallen, werden die Feierlichkeiten entsprechend bis 2. oder 3. September verschoben.
In der DDR war der 1. September oder der Montag danach, wenn der 1. September auf einen Freitag, Sonnabend oder Sonntag fiel, ebenfalls der landeseinheitliche Beginn des Schuljahres. Für Schulanfänger war der Beginn meist am Montag nach dem 1. September, da das Wochenende vorher für die Schulanfangsfeier genutzt wurde. 